# Casa Miquel Comella
Casa Miquel Comella és una obra noucentista de Vic (Osona) protegida com a Bé Cultural d'Interès Local.

## Descripció
Edifici civil. Casa de pisos entre mitgera. Consta de planta baixa, tres pisos i terrassa, la qual presenta una balustrada de pedra artificial. A la planta baixa hi ha tres portals de pedra que donen accés a establiments comercials situats a aquesta planta. Als dos pisos superiors hi ha una tribuna pentagonal amb relleus d'estuc i al damunt hi ha també una terrassa que coincideix amb el tercer pis.
És construïda amb pedra, totxo i arrebossada al damunt, hi ha decoracions de pedra picada, ferro, estuc i ceràmica vidriada (aquesta última situada a dalt al terrat damunt la balustrada i formant testos).
L'estat de conservació és bo.

## Història
La Rambla del Carme forma part de l'anella que envolta el nucli antic.
Amb la desaparició dels portals que comunicaven la ciutat antiga amb l'exterior (segle xviii), la ciutat va anar prenent un nou caire urbanístic amb un conjunt antic centrat a la plaça del Mercadal i les Rambles que l'unien amb els antics ravals fora muralla.
La Rambla del Carme venia a unir el carrer de les Neus amb el carrer de Gurb l'any 1793.
Aquest edifici es degué construir sobre un altre ja existent, construït durant l'eixample barroc del segle xviii.